# Lepidodexia angusta
Lepidodexia angusta är en tvåvingeart som först beskrevs av Aldrich 1925. Lepidodexia angusta ingår i släktet Lepidodexia och familjen köttflugor.
Artens utbredningsområde är Panama. Inga underarter finns listade i Catalogue of Life.